# Willentliche Aussetzung der Ungläubigkeit
Die willentliche Aussetzung der Ungläubigkeit (engl. suspension of disbelief, manchmal auch willing suspension of disbelief) ist eine Theorie, die das Verhalten von Menschen gegenüber künstlerischen Werken zu erklären versucht. Die Theorie wurde 1817 von dem Dichter, Literaturkritiker und Philosophen Samuel Taylor Coleridge formuliert. Sie bezieht sich auf die Bereitschaft eines Rezipienten, die Vorgaben eines Werkes der Fiktion (etwa eines Romans oder eines Spielfilms) vorübergehend zu akzeptieren, sogar wenn diese fantastisch oder unmöglich sind. Sie erklärt auch, warum das Wissen des Publikums um die Fiktivität des Erzählten sich nicht störend auf den Kunstgenuss auswirkt.
Gemäß dieser Theorie ist die willentliche Aussetzung der Ungläubigkeit ein quid pro quo mit dem Werk: Der Leser oder Zuschauer willigt ein, sich auf eine Illusion einzulassen, um dafür gut unterhalten zu werden.

## Entwicklung
Coleridge prägte die Formulierung und das gedankliche Konzept der Theorie in seiner Biographia Literaria (erschienen 1817) im Zusammenhang mit dem Erschaffen und dem Lesen von Poesie. Die Erkenntnis, dass ein Publikum sich für einen Augenblick willentlich einer Illusion hingibt, ist jedoch bereits seit der Antike verbreitet und wird etwa in Horaz’ Ars Poetica angesprochen.
Im Kapitel XIV der Biographia Literaria erinnert sich Coleridge:

“… it was agreed, that my endeavours should be directed to persons and characters supernatural, or at least romantic, yet so as to transfer from our inward nature a human interest and a semblance of truth sufficient to procure for these shadows of imagination that willing suspension of disbelief for the moment, which constitutes poetic faith.”

„… wir sind übereingekommen, dass meine Bemühungen auf übernatürliche – oder zumindest romantische – Personen und Figuren gerichtet sein sollten, aber trotzdem so, dass es möglich ist, eine Verbindung mit den Figuren aufzubauen und so diese Schatten der Einbildungskraft mit jener momenthaften willentlichen Aussetzung der Ungläubigkeit auszustatten, die ein Vertrauen in die Dichtung schafft.“

## Beispiele aus der Literatur
Es wird manchmal behauptet, dass die Aussetzung der Ungläubigkeit ein entscheidender Bestandteil des Theaters ist. William Shakespeare bezieht sich darauf in seinem Prolog zu Heinrich V:

“[…] make imaginary puissance […] 'tis your thoughts that now must deck our kings […] turning th'accomplishment of many years into an hourglass.”

„[…] macht eine eingebildete Streitmacht daraus […] denn es sind eure Gedanken, die nun unsere Könige schmücken müssen […] verwandelt die Errungenschaft vieler Jahre in ein Stundenglas.“

Es ist allerdings umstritten, ob Coleridges Diktum einer Aussetzung der Ungläubigkeit die Beziehung des Publikums zu einem Werk wirklich angemessen erklärt. J. R. R. Tolkien widerspricht dieser Erklärung in seinem Essay On Fairy-Stories und erklärt diesen Zusammenhang stattdessen mit dem Modell des Weltenbastelns, in welchem es eine in sich geschlossene Konsistenz und Logik gibt.

## Beispiele aus modernen Unterhaltungsmedien
Gemäß der Theorie ist die Aussetzung der Ungläubigkeit eine essentielle Notwendigkeit, um Science-Fiction-Filme und -Serien der B-Klasse überhaupt genießen zu können. Als Beispiel seien hier die frühen Staffeln der Serie Doctor Who genannt, bei denen das Publikum die billigen Requisiten ignorieren muss, um die Geschichte genießen zu können.
Die Aussetzung der Ungläubigkeit wird auch dort als wichtig angesehen, wo die Geschichte komplizierte Stunts und Spezialeffekte enthält oder die Geschichte oder die Figuren sehr unrealistisch sind. Die Theorie versucht zu erklären, warum der Actionfilm-Fan es akzeptiert, dass der „Gute“ an öffentlichen Orten wild um sich schießen kann, oder warum ihm nie die Munition ausgeht. So wird auch akzeptiert, dass ein Treffer einer Pistolenkugel in den Tank eines Autos dieses zum Explodieren bringen kann.
Auch die Akzeptanz, dass die Helden in chinesischen Wuxiafilmen quasi fliegen können, ist ein Beispiel.
Sie wird auch dort benötigt, wo eine Figur im Laufe einer Serie eigentlich nicht altern sollte, der Darsteller es jedoch tut (z. B. Angel – Jäger der Finsternis oder Highlander).

## Kritik an der Theorie
Ob die „Aussetzung der Ungläubigkeit“ tatsächlich ein tragfähiges Modell ist, kann in Frage gestellt werden. Wann die Ungläubigkeit ausgesetzt wird, ist hochgradig unterschiedlich. So finden es viele Leute lächerlich, dass Supermans Verkleidung als Clark Kent gleichsam nicht existiert und dass er trotzdem nicht von seinen Kollegen erkannt wird. Die gleichen Leute haben aber kein Problem damit, dass er ein Superwesen ist, welches fliegen kann und dessen einzige Schwachstelle das frei erfundene Kryptonit ist.
Philosophen wie zum Beispiel Kendall Walton lehnen die Idee des Aussetzens der Ungläubigkeit generell ab. Wenn sie wahr wäre und der Zuschauer wirklich seine Ungläubigkeit abgelegt hätte, dann würden sie auf fiktionale Ereignisse reagieren, als ob sie real wären. So würden sie versuchen, das Opfer in einem Krimi per Ausruf zu warnen, wenn sich der Mörder von hinten anschleicht.
Jedoch wird in diesen Kritiken übersehen, dass schon Coleridges ursprüngliche Aussage eine Einschränkung enthielt. Die Formulierung „… mit jener momenthaften willentlichen Aussetzung der Ungläubigkeit auszustatten, die ein Vertrauen in die Dichtung schafft“ impliziert, dass es verschiedene Arten der willentlichen Aussetzung der Ungläubigkeit gibt und dass jenes „Vertrauen in die Dichtung“ nur eine davon ist. Jemand muss nicht zwingend daran glauben, dass die Person in einem Film real ist, um daran zu glauben, dass die Person auf ein Gebäude schaut, welches in der nächsten, aus der umgedrehten Perspektive gedrehten Szene zu sehen ist.

## Probleme, die durch die Theorie entstehen
Durch die Theorie entstehen mehrere Probleme:
Eigenreferenz: Ein Problem taucht dann auf, wenn sich eine Figur ihres fiktionalen Status bewusst ist, beispielsweise wenn eine Figur das Publikum direkt anspricht (Beiseitesprechen, Durchbrechung der Vierten Wand) oder anderweitig deutlich macht, dass sie sich in einem fiktionalen Werk befindet. Eine solche Handlung würde das Publikum herausfordern, da damit die fiktionale und die reale Welt verschmelzen, was ein Aussetzen der Ungläubigkeit erschwert. Dadurch müsste es dem Publikum eigentlich unmöglich sein, das Werk noch genießen zu können. Oftmals wird das Publikum dadurch aber besonders unterhalten.
Beispiel: Ludwig Tieck lässt in seinem Drama Der gestiefelte Kater auf der Bühne den Hofgelehrten und den Hofnarren über die Frage diskutieren, ob das Stück Der gestiefelte Kater ein gutes oder ein schlechtes Stück sei. Das fiktive Publikum, das im Zuschauerraum sitzt, reagiert auf diese Wendung des Stückes irritiert. Insbesondere die Bemerkung, ein Vorzug des Stückes sei die Charakterisierung des Publikums, versteht das fiktive Publikum überhaupt nicht, da es nicht weiß, dass es selbst auch Produkt der Phantasie des Autors Tieck ist. Das reale Publikum kann auf diese Komplikationen entweder genauso irritiert reagieren wie das fiktive Publikum oder aber die Konfusion als besonderen Kunstgenuss erleben.
Kanon-Welten: Die Aussetzung der Ungläubigkeit kann auch bei lange laufenden Geschichten und fiktionalen Universen problematisch werden, in denen die Geographie, die Chronologie, die Hauptpersonen oder auch die Naturgesetze etabliert sind und in sich konsistent bleiben. Unstimmigkeiten oder logische Widersprüche in der Handlung (möglicherweise auch durch Unachtsamkeit des Autors), die diese Vorgaben dann verletzen, brechen den impliziten Vertrag und werfen den Zuschauer in die Realität zurück. Loyale Fans nehmen dies oftmals sehr übel (siehe dazu Aus der Rolle fallen).